# 檀太郎
檀太郎（だんたろう、1943年8月29日 - ）は、日本のエッセイストであり、CMディレクターである。東京都出身。父は作家の檀一雄、妹は女優の檀ふみ、妻はエッセイストの檀晴子（東京藝術大学美術学部彫刻科卒）である。息子は中央大学教授の檀一平太（脳科学）。

## 来歴
高校を卒業後、俳優座養成所に入所したが中退する。俳優、南アメリカ大陸の放浪を経て、大手化粧品会社のCMの手伝いをきっかけに大手広告代理店に入社。1987年に独立して企画会社「エンジンフイルム」を設立した。CMディレクターだけでなく、父の遺志を継ぎグルメ・旅に関するエッセイを多く執筆し、講演活動もしている。
2009年、東京・石神井の自宅が道路拡張工事による立ち退きを受けることを機に、父一雄の終の棲家となった能古島（福岡市西区）に転居した。旧宅を改装し、現在同地に在住している。

## 著書
- 『新・檀流クッキング』集英社文庫、1983
- 『檀流ワイルドクッキング』中央公論社、1983
  - 『自由奔放クッキング』新潮文庫、1987
- 『好「食」一代男』駸々堂出版、1987、小学館文庫、1998
- 『檀流エスニック料理』中公文庫ビジュアル版、1995
- 『檀流・島暮らし』中央公論新社、2024

### 編著
- 『ビジネスマンの簡単料理』編 晶文社 イラストクッキング 1986
- 『作家が旅したあの町この町 京都・奈良・大阪・神戸』編 TBSブリタニカ 1998
- 檀一雄『完本 檀流クッキング』晴子夫人と共訂、集英社 2016

## 出演

### 映画
- 帰郷 - 岡村俊樹 役

### ドキュメンタリー
- むかし男ありけり（1984年、RKB毎日放送）[5]- 檀一雄の足跡を辿る 本作は同年芸術祭（文化庁） テレビドキュメンタリーの部 優秀賞受賞

### CM
- ハウス食品 カレー（1987年）